# Percy Jackson (série de filmes)
Percy Jackson é uma série cinematográfica estadunidense, baseada na série literária Percy Jackson & the Olympians escrita pelo autor Rick Riordan, apesar de serem baseados na série literária os filmes possuem grandes diferenças na história da trama,portanto e considerando um reboot. A série é distribuída pela 20th Century Fox, produzida pela 1492 Pictures e atualmente é composta por dois filmes.
O primeiro, Percy Jackson & the Olympians: The Lightning Thief, foi dirigido por Chris Columbus (conhecido por Harry Potter), e foi lançado em 12 de fevereiro de 2010. Teve críticas medianas e foi um sucesso comercial no mundo, arrecadando US$ 227 milhões mundialmente, tendo um orçamento total de US$ 135 milhões.
O segundo filme, Percy Jackson: Sea of Monsters, foi anunciado em outubro de 2011. Originalmente, foi programado para ser lançado em março de 2013, porém, seu lançamento ocorreu de fato, em 07 de agosto de 2013. Foi dirigido por Thor Freudenthal (conhecido por Diary of a Wimpy Kid). Assim como seu antecessor, recebeu críticas medianas e arrecadou US$ 202 milhões mundialmente, tendo sido seu orçamento total de US$ 125 milhões.
Juntos, os dois longas já arrecadaram quase US$ 430 milhões no mundo todo, tendo um orçamento total de US$ 260 milhões para os dois filmes (incluindo produção e divulgação). As películas seguem a história do semideus Percy Jackson, que junto de seus amigos, vive no Acampamento Meio-Sangue. No primeiro filme, Percy sai em uma missão para salvar sua mãe do Mundo Inferior e provar sua inocência diante das acusações de que ele é o Ladrão de Raios. O segundo filme gira em torno da missão de Percy e seus amigos, em busca do velocino de ouro, a única coisa capaz de salvar o acampamento da destruição total. Para isso, eles terão de ir até o Mar de Monstros, onde terão de enfrentar diversos perigos.

## Filmes

### Percy Jackson & the Olympians: The Lightning Thief(2010)
Em Junho de 2004, a 20th Century Fox adquiriu os direitos de adaptação da série de livros escrita por Rick Riordan. Em Abril de 2007, o diretor Chris Columbus foi contratado para dirigir o projeto. As filmagens se iniciaram em Abril de 2009 em Vancouver, no Canadá. O filme foi lançado em 12 de fevereiro de 2010.
No filme, Percy Jackson, um adolescente de dezesseis anos, descobre que é filho de Poseidon, deus dos mares, e é levado ao Acampamento Meio-Sangue, um local de treinamento para semideuses. Quando a mãe de Percy é raptada por Hades, e Percy é acusado de roubar o raio-mestre de Zeus, ele e seus amigos embarcam em uma missão para resgatar sua mãe do Mundo Inferior, tendo que antes, passar por toda a América do Norte a fim de encontrar as pérolas de Perséfone e provar que Percy não é o Ladrão de Raios.
O proprio autor disse que não gosta dos filmes.

### Percy Jackson: Sea of Monsters(2013)
Em Outubro de 2011, a 20th Century Fox anunciou a sequência baseada no segundo livro da série, The Sea of Monsters. Este filme foi lançado em 7 de agosto de 2013.
Desta vez, Percy Jackson, descobre que tem um meio-irmão chamado Tyson, e embarca em mais uma missão, desta vez, para encontrar o Velocino de Ouro, a fim de salvar seu acampamento, que teve suas fronteiras envenenadas por Luke Castellan. Nesta árvore, está o espírito de Thalia, filha de Zeus, que morreu na fronteira do acampamento para salvar Annabeth, Luke e Grover. Para encontrar o velocino, eles terão de viajar pelo Mar de Monstros, um lugar temido por todos os semideuses.

## Futuro da série
Atualmente, a franquia Percy Jackson tem futuro incerto. A 20th Century Fox, que tem os direitos de adaptação cinematográfica de toda a série desde junho de 2007, e tem com o elenco principal dos dois primeiros filmes um contrato para três filmes no mínimo, ainda não se pronunciou a respeito do ocorrimento ou não de uma adaptação cinematográfica de The Titan's Curse, o terceiro livro da série Percy Jackson & the Olympians.
Porém, em 14 de Maio de 2020, o autor Rick Riordan anunciou em sua conta no Twitter junto com sua esposa de que a série de livros de Percy Jackson & os Olimpianos será adaptada em formato de série Live-Action no Disney+. Não há muitas informações sobre a nova série Live-Action, mas o autor confirmou que fará parte da produção juntamente com sua esposa e que a 1ª temporada da série irá adaptar o primeiro livro da série literária: Percy Jackson e o Ladrão de Raios.

## Recepção

### Recepção da crítica
A série possui classificações médianas dos críticos de cinema especializados, obtidas nos sites especializados em cinema Adoro Cinema, IGN, allmovie, Cinema com Rapadura e nos agregadores de críticas Rotten Tomatoes e Metacritic.
| Site                   | The Lightning Thief        | Sea of Monsters             |
| ---------------------- | -------------------------- | --------------------------- |
| Rotten Tomatoes        | 49/100 (141 avaliações) () | 40/100 (108 avaliações) ()  |
| Metacritic             | 47/100 (31 avaliações) ()  | 39/100 (33 avaliações) ()   |
| IGN                    | 4.0/10 (Scott Collura) ()  | 6.0/10 (Jim Vejvoda) ()     |
| Cinema com Rapadura    | 5.0/10 (Darlano Didimo) () | 4.0/10 (Thiago Siqueira) () |
| Adoro Cinema           | 3.5/5 (Francisco Russo) () | 3.0/5 (Lucas Salgado) ()    |
| Allmovie               | 3.5/5 (Perry Seibert) ()   | 3.0/5 (Jeremy Wheeler) ()   |
| Média de classificação | 53/100 ()                  | 51/100 ()                   |

### Recepção do público
A série possui classificações médias e positivas do público em geral, obtidas através de votos feitos em sites especializados em cinema.
| Site                   | The Lightning Thief          | Sea of Monsters              |
| ---------------------- | ---------------------------- | ---------------------------- |
| Rotten Tomatoes        | 53/100 (253.000 opiniões) () | 55/100 (103.000 opiniões) () |
| IMDb                   | 5.9/10 (140.000 opiniões) () | 5.9/10 (86.000 opiniões) ()  |
| Metacritic             | 5.1/10 (296 opiniões) ()     | 5.2/10 (208 opiniões) ()     |
| Adoro Cinema           | 3.8/5 (1800 opiniões) ()     | 4.2/5 (2.800 opiniões) ()    |
| Média de classificação | 5.9/10 ()                    | 6.2/10 ()                    |

Com estas avaliações do público, a série de filmes Percy Jackson, pode ser considerada mediana pelas avaliações feitas pelo público em geral.

### Bilheteria
| Filme | Data de lançamento      | Receita (em dólares) | Receita (em dólares) | Receita (em dólares) | Orçamento (em dólares) | Referências |
| Filme | Data de lançamento      | América do Norte     | Outros Países        | Internacional        | Orçamento (em dólares) | Referências |
| --- | ----------------------- | -------------------- | -------------------- | -------------------- | ---------------------- | ----------- |
| The Lightning Thief                                                                                         | 12 de fevereiro de 2010 | 88.761.720           | 138.500.000          | 227.261.720          | 135.000.000            | [ 1 ]       |
| Sea of Monsters                                                                                             | 7 de agosto de 2013     | 68.497.529           | 133.688.197          | 202.185.726          | 125.000.000            | [ 2 ]       |
| Total | Total                   | 157.259.249          | 272.188.197          | 429.447.446          | 260.000.000            |             |
| Indicador(es) da lista - * Os valores foram atualizados em 4 de janeiro de 2014 (obtidos em BoxOffice.com). |                         |                      |                      |                      |                        |             |

## Personagens principais
| Personagem       | Filmes              | Filmes             | Filmes |
| Personagem       | The Lightning Thief | Sea of Monsters    |        |
| ---------------- | ------------------- | ------------------ | ------ |
| Percy Jackson    | Logan Lerman        | Logan Lerman       |        |
| Grover Underwood | Brandon T. Jackson  | Brandon T. Jackson |        |
| Annabeth Chase   | Alexandra Daddario  | Alexandra Daddario |        |
| Thalia Grace     |                     | Paloma Kwiatkowski |        |
| Luke Castellan   | Jake Abel           | Jake Abel          |        |
| Tyson            |                     | Douglas Smith      |        |
| Clarisse La Rue  |                     | Leven Rambin       |        |
| Zeus             | Sean Bean           |                    |        |
| Poseidon         | Kevin McKidd        |                    |        |
| Hades            | Steve Coogan        |                    |        |
| Medusa           | Uma Thurman         |                    |        |
| Quíron           | Pierce Brosnan      | Anthony Head       |        |
| Hermes           | Dylan Neal          | Nathan Fillion     |        |
| Polifemo         |                     | Robert Maillet     |        |

Nota: A cor cinza indica que o personagem não apareceu neste filme.